# Purgatorio - Canto ventottesimo

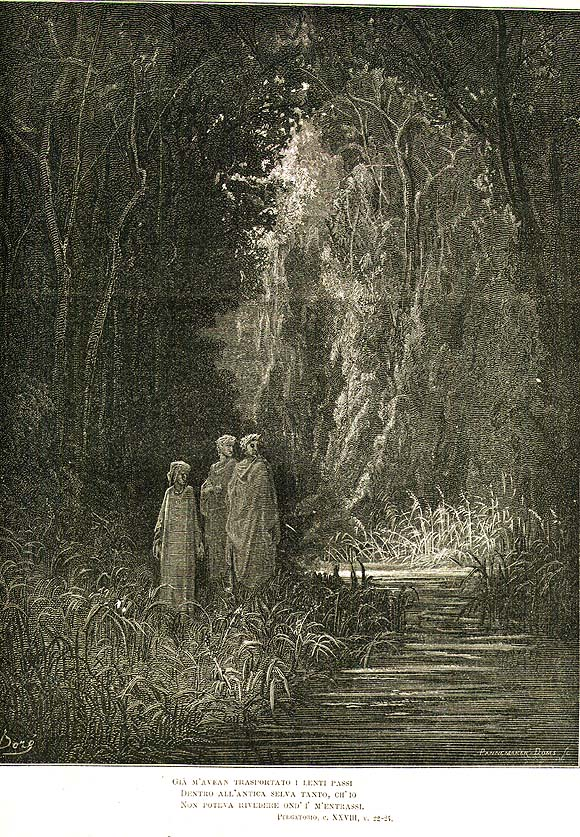
Il fiumicello, illustrazione di Gustave Doré

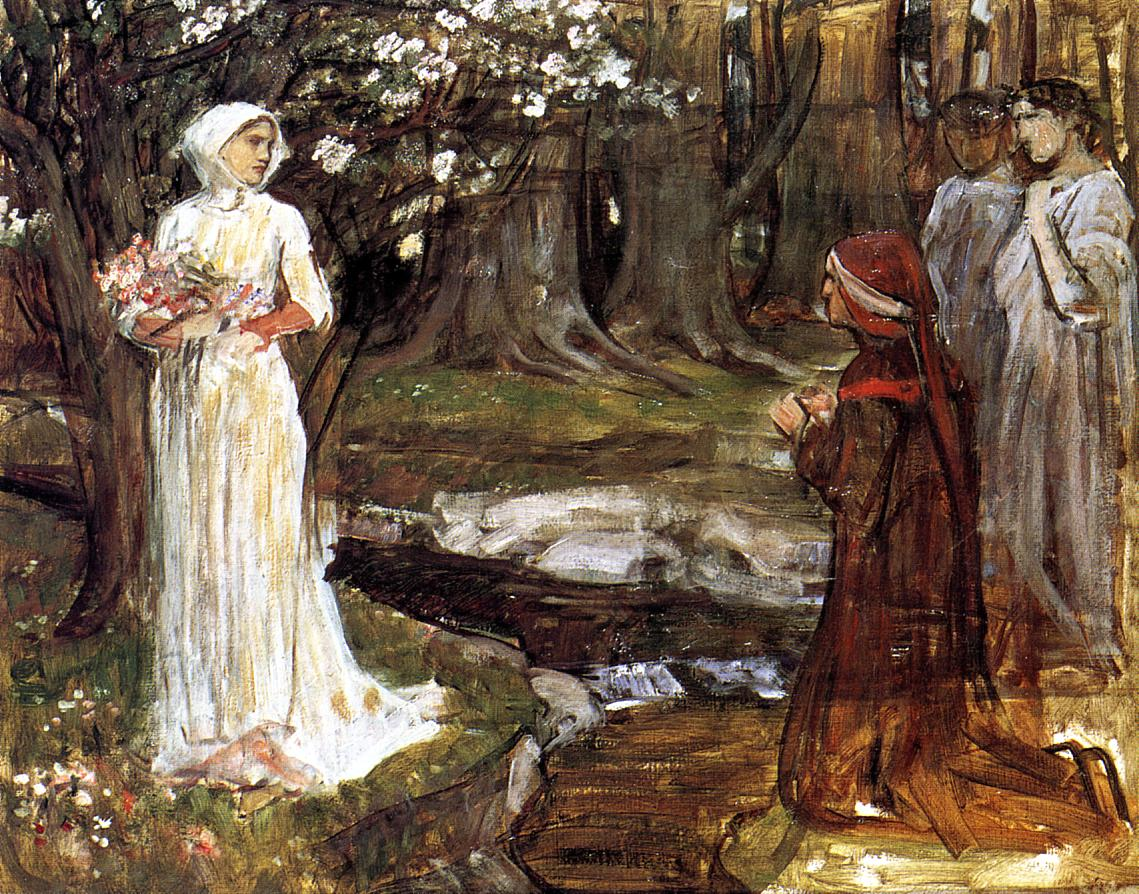
Dante e Matelda

Il canto ventottesimo del Purgatorio di Dante Alighieri si svolge nel Paradiso terrestre, in cima alla montagna del Purgatorio, dove le anime che hanno compiuto l'espiazione si purificano prima di ascendere al Paradiso; siamo nel mattino del 13 aprile 1300, o secondo altri commentatori del 30 marzo 1300.

## Incipit
(Anonimo commentatore dantesco del XIV secolo)

## Temi e contenuti
- La foresta dell'Eden - versi 1-21
- Matelda - vv. 22-84
- Il vento e le acque dell'Eden - vv. 85-133
- L'età dell'oro - vv. 134-148

## Sintesi
Dante, seguito da Virgilio e Stazio, si addentra nella foresta dell'Eden: ha superato le ardue prove dell'Inferno e del Purgatorio e ora può godere dello spettacolo del Paradiso Terrestre. Il luogo è quello dal quale Adamo ed Eva furono cacciati in seguito al peccato originale. Se la selva del I canto dell'Inferno è allegoria della paura e dello sconforto di Dante, questa foresta è simbolo della liberazione dell'uomo – Dante dai pericolosi istinti irrazionali, non più incerto, ma autonomo. La divina foresta è di una dimensione che trascende l'umano: per quanto portata a perfezione ricorda, infatti, il locus amoenus della tradizione classica, luogo immerso in una eterna primavera, fatto di delizie, lontano dalle perturbazioni atmosferiche.
La descrizione prosegue con un'altra tipica componente del luogo incantevole, i ruscelli le cui limpide acque consentono la rimozione dei peccati ed il ricordo del bene compiuto: Lete ed Eunoè. Dall'altra sponda, una donna solitaria, Matelda, incarnazione della perfetta felicità dell'uomo originario, cattura l'interesse di Dante in maniera totalizzante, sviandolo da ogni altro pensiero. La figura di Matelda interviene a completare il quadro armonico: colpiscono soprattutto la calma dei gesti, la musicalità e l'innocenza assoluta. Alcune suggestioni provengono a Dante certamente dal mito classico: evoca, infatti, l'immagine di Proserpina che raccoglie i fiori e di Venere, dagli occhi splendenti d'amore.

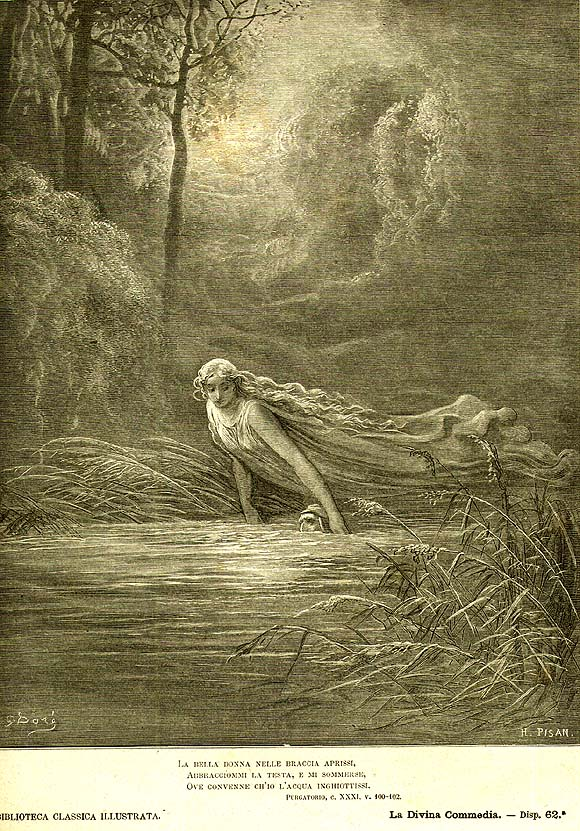
Matelda in un'illustrazione di Gustave Doré per il Purgatorio

L'Eden, luogo ideale e felice nel quale l'uomo era destinato a vivere, è situato agli antipodi del nostro mondo, a enfatizzare l'idea che la storia dell'umanità è un "esilio" della vera perduta patria. Il Paradiso Terrestre è descritto da Dante come luogo divino perché inizialmente Dio aveva concesso ad Adamo, e quindi al genere umano, una dimora perfetta, uno stato di grazia in cui l'uomo non potrà più tornare, simbolo della virtù umana in comunione con l'Onnipotente. Anche la meta-filosofia di Pascal, ben 300 anni dopo, sembra rispondere alla consapevolezza che l'uomo non è come dovrebbe essere e che risulta privo di qualcosa che un giorno deve aver posseduto.
La descrizione è dunque implicitamente tinta di malinconia e di rimpianto: Matelda, l'allegoria dell'essere umano privo di peccato originale, esordisce giustificando il proprio sorriso che potrebbe parer strano in un luogo certo piacevole, ma ormai vietato ai vivi. La situazione sembra preannunciare il concetto, caro a Rousseau, per cui tutto quando esce dalle mani dell'Autore delle cose è bene; tutto degenera nelle mani dell'uomo.
Dante ha modo di appagare la propria curiosità intellettuale e teologica grazie alla spiegazione della donna: la sua ultima osservazione è rivolta ai due poeti latini, ai quali ella riconosce una sorta di capacità profetica, avendo essi sognato l'Eden; in altri termini avevano descritto la felice condizione dell'uomo senza peccato nelle loro fantasie poetiche, attraverso l'immaginazione di una mitica età dell'oro.
Il poeta dedica così indirettamente il canto a Virgilio e Stazio, data la loro disposizione prossemica al di là dei due fiumi e il sorriso sui loro volti incrociando lo sguardo di Dante, confermando la loro concezione di Paradiso in quanto si erano avvicinati alla verità, pur non raggiungendola mai del tutto. L'ultimo verso indica il ritorno dello sguardo alla «bella donna» che lo condurrà a Beatrice.
La figura di Matelda (v. 40 e sgg.) richiama quella di  Proserpina  presso il lago Pergusa presentata dal poeta latino Publio Ovidio Nasone nelle Metamorfosi (V, 385-401) ove il poeta scrive tra l'altro: "Frescura offre il fogliame e fiori purpurei l'umida terra: eterna vi è la primavera. E mentre in questo bosco si svagava Proserpina, e viole e candidi gigli coglieva; mentre, con fanciullesca gara, di fiori empiva cestelli e il lembo della veste, e nel coglierli s'ingegnava di superare le compagne, all'improvviso fu scorta da Dite (Plutone) e da lui desiderata e rapita: a tal punto Amore è di natura veloce".

## Analisi del canto
La rappresentazione della «divina foresta spessa e viva» e della splendida e misteriosa figura di Matelda è uno dei punti fondamentali nella struttura e nella poesia dell'intero poema, per la sua bellezza e per il suo significato simbolico. Questo luogo «fatto per proprio de l'umana specie», che doveva essere sede stabile di Adamo e dei suoi discendenti, è per Dante un luogo di passaggio, una tappa essenziale del suo cammino, che procede dalla «selva» all'abisso di Cocito, dalla spiaggia del Purgatorio a questo Paradiso terrestre, per giungere fino alla «candida rosa» dei beati nell'alto dell'Empireo. Di qui deriva il suo carattere di natura terrena, nella quale però si respira anche un'aria più che umana. In questo luogo Dante incontrerà Beatrice e, dopo aver preso liberamente coscienza dei propri limiti e dei propri doveri, accoglierà in sé, uomo finito, l'infinito, accettando di inoltrarsi nel Paradiso.
Diverso dagli altri giardini della letteratura, rappresentati come luogo di sosta e di gioia, questo è dunque un luogo di arrivo e insieme di partenza, che si inserisce nella trama profonda del poema. Prendendo spunto dalla tradizione cristiana, Dante ne fa un luogo precisamente determinato nello spazio, nell'ordine dell'universo, attribuendo così originalità al suo significato. Posto sull'asse di Gerusalemme, esso occupa una posizione geograficamente speculare a essa: ne sta agli antipodi. Ma con ciò assume anche un significato profondo sul piano storico e teologico: mette in relazione il luogo della colpa con quello della redenzione, la vicenda di Adamo con quella di Cristo, il tempo passato e perduto con il tempo della salvezza. E conferisce perciò unità e significato alla storia umana. L'organica visione del mondo propria di Dante trova qui un punto centrale della sua rappresentazione.
Il canto è diviso nettamente in due parti: la rappresentazione del luogo e della donna che in essa appare a Dante e la spiegazione dei fenomeni e della natura di questo ambiente, affidato al preciso e realistico ragionamento di Matelda. Ma questa separazione si fonde in unità di contenuto, perché la seconda parte non ha una funzione didattica autonoma, ma costituisce il fondamento e il senso della prima parte descrittiva. Certo, poeticamente la prima parte è decisamente la più significativa per la suggestione delle immagini e per lo slancio lirico con il quale Dante rende l'incanto di questa natura innocente e perfetta. I fiori, il verde, il ruscello, il canto degli «augelletti», la brezza leggera e soprattutto la donna con gli occhi splendenti d'amore rimandano certo al dolce stil novo; ma ogni particolare è qui inserito in un contesto religioso.
La presenza della donna nella foresta può anche far pensare a situazioni caratteristiche del romanzo cavalleresco, ma la situazione è diversa. Dante non è il cavaliere che incontra una donna bisognosa di aiuto: egli trova una donna-guida, che prefigura l'incontro con Beatrice. Non siamo di fronte a una descrizione naturalistica, ma a una rappresentazione simbolica ricca di più significati. Ad esempio, il fiume, che sul piano teologico rappresenta un limite (Virgilio non può oltrepassarlo), sul piano narrativo funziona da mediazione verso una dimensione spirituale più alta: Dante lo varcherà con l'aiuto di Matelda. E se Dante attinge alla realtà (la foresta di Classe, posta fuori Ravenna), questo particolare ha la funzione di accrescere la credibilità di un luogo simbolico. Il Paradiso terrestre corrisponde alla pienezza dell'essere: è la natura perfetta in cui il Creatore ha inserito la perfetta natura umana e Matelda ne fa parte integrante in quanto rappresenta la bellezza del creato. Non ha senso cercarne la personificazione storica: essa - al di là del valore letterario - raffigura la felicità anteriore alla colpa, la giustizia primigenia, alla cui base sta l'amore, un amore che rinvia a Dio ed alla sua carità.
Nella seconda parte del canto (vv. 88-144), Matelda assume una funzione scopertamente didascalica, spiegando le condizioni privilegiate del luogo, la natura e l'origine dei fiumi che vi scorrono e del vento che vi spira, la questione relativa alla vegetazione terrestre. La sua spiegazione, precisa e realistica, ha un tono ben diverso dalla soave e ardente rappresentazione della sua figura. Ma essa non è un personaggio contraddittorio: trova in questa parte il suo completamento, in quanto con le sue parole chiarisce il significato del Paradiso terrestre. Assumendo la funzione dell'aiutante, essa illumina la mente del pellegrino con i modi che saranno tipici di Beatrice nel Paradiso. Come Beatrice, anch'essa si riferisce al mistero fondamentale della creazione (vv. 91-96, sul contrasto fra bene e male) e queste parole fanno affiorare il significato religioso sottinteso nella contemplazione estatica del mondo edenico della prima parte del canto. Il discorso di Matelda si conclude col riferimento al mito dell'età dell'oro cantato dai poeti classici; esso assume valore di prefigurazione del mondo edenico. Così Dante recupera una gloriosa tradizione letteraria, e la concilia con la sua prospettiva religiosa.